# ファイター (漫画)
『ファイター』は、たがみよしひさによる日本の格闘漫画。『月刊アニマルハウス』（白泉社）にて1989年5月号から1992年4月号にかけて連載された。連載誌の休刊とともに連載終了となり、内容的には未完で終わっている。

## あらすじ
国会議員の父親を暗殺され、叔父に引き取られた女王将唯は、金や権力では得られない「力」を得ようと高校の空手部に入部する。小柄な体躯ゆえ周囲からも暗に手抜かれていたが、転校生の力師丸統哉と出会い、彼が見せた古武術「八骸」の存在を知る。統哉の指導を受ける将唯だが、彼が部に留まることを気に入らない先輩たちに襲われ、逆に退治する。部のメンバーが負傷したため出場をせざるをえなくなった高校全国大会の地区大会だが、将唯と統哉は1回戦で反則負けを続け、2回戦から出場停止処分を受ける。創立以来全国大会出場を続けていた部の恥とみなし、OB会から制裁を受けた将唯は、実戦空手である八骸のさらなる手掛かりを求めて長野県を訪れ、柳井平助と出会い、山篭りして八骸を身につける。
OBらが所属する真武連の怒りを買った将唯たちは、真武連と敵対する真至会が開催する大会に出場し、実戦の場で決着をつけるべく画策する。大会で将唯たちは真武連系団体が送り込んだ選手を下し、勝ち進んでゆく。将唯は統哉に善戦するも一歩及ばず敗北、勝ち残った統哉は覇宗拳の使い手今川秋雲との激戦を制し、決勝に進出するも後の影響を考え、みずから敗北する。
その後、将唯たちはそれぞれ別の場所で修行に励み、さらに実力を磨き、真武連系の大会「銀王杯」に出場。高校団体の部で優勝したのち、個人戦が始まる。エントリーした無差別級では今川に加え、先の大会で手を抜かれたと憤り、復讐に燃える真至会ナンバー1の実力者である秋山、高校の主将で密かに八骸を身につけていた榊が待ち受けていたが、将唯と統哉は勝ち進み、決勝戦を迎える。だが、決勝前に彼らが大会を棄権するよう脅迫するための人質として真夕未と奈恵花が誘拐される事件が発覚し、救出のため統哉と榊が向かう。事件はあっけなく解決し、大会会場で将唯は統哉の帰りを待つ。

## 主要登場人物
女王将唯（）
主人公。金と権力を持ち、気楽でお調子者な性格。
密かに尊敬していた父親が簡単に死亡したことから「終わりたくない」という気持ちになり、空手を始める。しかし身長165センチメートル、体重50キログラム弱と格闘家にしては体躯は貧相で、周囲の人間から危惧されていた。将唯を退部させるための格闘技部員からの襲撃を退けたあと、自ら退部して統哉の下で格闘技を続けることを決めるが、今度は部員が負傷したことでメンバーが不足したために統哉とともに大会に出ざるを得なくなるが、大会では相手からのラフプレイと統哉に触発されたこともあり、統哉と同じく飛び蹴りを食らわせて部全体が出場停止を受けた。そのためにOB会から呼び出しを受け、一人で立ち向かうも4人を倒したところで助けが入り、難を逃れた。その後、自らの限界を知り、長野の実家で柳井に八骸を学ぶ。出場した次の全国大会では統哉に迫る実力をみせるも、あと一歩及ばなかった。再び柳井に師事して戻った後に出場した大会では決勝まで進み、統哉を待つ。
力師丸統哉（）
母を5歳で、女王晃造のボディガードを務めていた父を将唯の父とともに亡くしたのち、父に習った八骸を餌に将唯と同じ高校へ転校し、彼に接近する。初出場の大会では、寸止めのルールを「踊り」と言い放ち、一回戦では開始直後に相手へ飛び蹴りを見舞い、反則負けになる。のちに柳井や花山と出会い、八骸を習う。真至会の全国大会では決勝まで進むも、勝って真至会の面子を潰すリスクを考えてわざと負ける。八骸の手掛かりを探して花村と出会い、さらに力を付けて下山、出場した銀王杯で決勝に進出するが、真夕未たちが拉致されたことを知り、試合を抜け出して救い出し、再び大会会場へ向かう。
飲み込みが早く、柳井は「将唯が一か月かかるところ2日でモノにできる」と評した。普段は目を閉じ、本気で怒った時に見開く描写がされている。
榊計（）
将唯らが通う名渓高校空手部の主将。当初は将唯を「お坊ちゃん」と見て軽んじていたが、全国大会で彼らが戦う姿を見て評価を一変させ、北浦とともにテコンドーを学ぶべく韓国に渡る。朴陽山の下で学び、銀王杯では準決勝の対統哉戦で自らも八骸を身につけていること、自分たちが身につけた武術は全て共通していると明かした。統哉と互角の実力を見せたが、運悪く額を負傷したことで出血したため、続行不可能と見なされ敗戦。その後、3位決定戦を放棄し、統哉とともに真夕未たちを救出した。
今川秋雲（）
覇宗拳波斬門の使い手。誠神武会所属。大学生以上のようだが、スキンヘッドを指して年下からも「ハゲ」と呼ばれることが多い。また、将唯からは気安く「ちゃん」づけで呼ばれている。将唯の実力は認めているが、彼の軽口に怒りを見せたことも。別門だが鈴村東洋を「師範」と呼び、師匠筋として尊敬している。真至会の全国大会では3位入賞したが全国大会は辞退。銀王杯では将唯に準決勝で破れ、3位決定戦で秋山と対戦する。
女王真夕未（）
卓馬の娘で、将唯のいとこにあたる。見目麗しい容姿と同時に何事にも動じない性根の強さを持つ。あけすけな性格。月村と三好に拉致されるが、統哉と榊に救出される。

## その他の登場人物
柳井平助（）
八骸を世に伝える数少ない一人。八骸の歴史にも詳しい。女王晃造に仕えており、彼が亡くなったあとは長野県上田市にある女王家の実家で家の管理を続けていた。実家を訪れた将唯や大会で出会った統哉に八骸を教え込む。若い頃は「八骸拳の平さん」と呼ばれ、有名だったという。
花山重勝（）
八骸の一つ、風水八骸の使い手で、手負いのクマを素手で殺すほどの実力者。木曽の山奥に住み、地元の人からは「天狗の重さん」と呼ばれている。力師丸誠士郎の弟子で、10年以上と弟子の中で最も長く師事しており、訪ねてきた統哉を鍛える。
女王卓馬（）
女王グループ総帥。女王晃造の実弟で、真夕未の父。グループを自分で大きくしたことを自負している。また、晃造を尊敬しており、自分の後継にするため将唯を引き取る。将唯が袋叩きにされたときは非常に憤慨していたが、将唯や彼の周囲に集まる人間が八骸に関わることも、運命づけられていたものではと述懐している。
女王晃造（）
将唯の父。友民新党の副委員長だったが、物語開始の1年前に暴力団風の集団に襲われ、秘書らとともに殺害される。卓馬によれば「クソ真面目に過ぎた」ために命を落としたという。
力師丸誠士郎（）
統哉の父。風水八骸の伝承者で、花山重勝の師匠にあたる。女王晃造の秘書兼ボディガードを務めていたが、晃造とともに暗殺された。
上杉奈恵花（）
女王家の家政婦。21歳。父親の恵祥は解散した暴力団組織・耕龍会の若組頭で、卓馬に女王晃造暗殺事件の件で保護してもらったため恩義を感じている。真夕未とともに拉致された時には元組員が捜索にあたっていた。
北浦久（）
名渓高校空手部OB。大会で反則負けした将唯と統哉に対し、名門高校の歴史を汚したとして責任を追及し、制裁を加えるべく呼び出しをかける。統哉の名を騙ってやってきた将唯を「30人抜きの特訓」と称して痛めつけたが、彼が女王グループの御曹司であることを知ると、父親はグループ会社に勤めていることもあり、青ざめていた。真至会空手道大会で将唯に負けたことから真武連を脱会し、テコンドーを学ぶべく渡韓する。しかし朴陽山の元へ向かう際に真武連に朴の弟子と誤認されて襲撃に遭い、死亡した。
名立
真武連名誉会員。大会で反則負けという結果から「看板に泥を塗った」と榊や統哉を締めるつもりで現れたが、あえなく返り討ちに遭う。その後も試合会場などに現れはするが、将唯などからは空気扱いされていた。
真武連がテコンドーに対して色気を見せており、榊と北浦を名義貸しを求めた朴陽山の弟子と間違えて闇討ちし、北浦を死なせたことを知らされたことから真武連という団体自体に疑念を持つものの、妻子持ちで失業する訳にもいかない立場。
月村和馬
真武連の上田支部師範。上田市を訪れた将唯に闇討ちをかける。八骸を止めるべく銀王杯に出場して統哉と対戦するも「型にこだわりすぎる」と指摘され敗北する。責任をとるため独断専行で真夕未らを拉致し、大会からの棄権を要求するが、駆けつけた統哉と榊にあっさり叩きのめされた。
三好
西邦商業の生徒で、銀王杯に出場する。酷評された西邦商業チームの中で、唯一彼のテコンドーだけは認められていた。しかしスタミナに難があり、スピードが落ちたところを将唯に突かれて破れた。その後、月村と拉致を決行するも、統哉らに敗北。しかもその際の描写もないという有様だった。
鈴村東洋
宗照雲に師事し、空手界に絶大な影響を持つ伝説的な人物。1/4000秒の速さで技を出すとされ、今川の目でも捉えきれなかったという。現在は真至会系宝龍道場の指導者となっているが、彼自身が伝える拳法は真至会のものとは一線を画する。将唯に対抗するために訪れた秋山からの要請を了承し、彼を指南する。枠外の作者の書き込みにあるように、容姿は『NERVOUS BREAKDOWN』のコミックに収録されている4コマ漫画に登場する「達人」にそっくり。
秋山
鈴村東洋の弟子。実力は真至会の中でトップ。真至会全国大会に出場した統哉が真至会に勝ちを譲られたことを見抜き、怒りに燃える。リベンジのため鈴村に直接教えを乞い、修行に励んだのちに銀王杯に出場したが、準々決勝で将唯に破れる。その後、救出に向かった統哉の時間稼ぎのため、榊に3位決定戦を放棄させ、今川との戦いで時間稼ぎをすることを申し出た。
朴陽山（）
宗照雲の弟子。覇宗拳波斬門や祖父から学んだ八骸を元にしてテコンドーの道場を開いていた。2年前に引退、山中で隠棲していたが、真武連からテコンドーの道場を開く際の名義貸しを求められ、断る。その後彼の弟子と間違われた榊を助け出し、彼に八骸を伝えた。
宗照雲
覇宗拳波斬門の創始者。作中では既に故人。八骸の伝承者である女王法親（のりちか）の弟子で、鈴村と朴の師匠。つまり、準々決勝で敗れた秋山含めて銀王杯ベスト4まで勝ち進んだ者全員が「八骸の使い手」と言うことになる。

## 登場した流派・技
八骸（）
創始者は真田昌幸配下の集団、真田忍群の一人である女王将唯（）。「鎧で固めた8人を一撃で骸に変える」という意味を持つ。真田兵法を基にした奇襲を主とし、武術の本質である「殺し合い」を突き詰めるとともに、「丸腰という状況は既に追い込まれている時であり、そんな中でいかに相手を倒すか」という点を重視している。そのため「修行により苦労して身につけるような技」ではなく、「手軽に威力を発揮する技」が多い。
作中での呼び方は「八骸流（力師丸統哉）」「八骸拳（柳井平助）」「八骸法（朴陽山）」など様々。また、八骸自体も「土雷八骸（）」と「風水八骸（）」」に分かれており、互いに陰陽の関係にある。
基礎的な「奥義」が8つ、奥義を元にした「応用」がそれぞれ8つ、さらに奥義と奥義・応用にそれぞれ「変化」が8つ、さらに別の形の「必殺技」が8つの合計656手もの技が存在するとされるが、作中で登場したものはごく一部であり、登場したものでも詳細がはっきりしていないものが多い。技名は例えば「奥義の一 応用の三 変化の二（技名）」のように呼ばれる。技の内容は同じだが、土雷八骸と風水八骸では名前が違うものもある。
- 奥義の一 飛掌（）

ストレートと見せかけてから肩を入れて放つジャブ。ストレートが来ると思う相手を錯覚させる。
- 奥義の一 応用の一 飛燕弾（）

飛掌とストレートにフックを混ぜたコンビネーション。
- 奥義の一 応用の一 変化の六 飛貂弾（）

飛燕弾へアッパーカットを加えたコンビネーション。
- 奥義の一 応用の二 飛円雷（）

詳細不明。高度な技で、肩に負担がかかるため多用できないという。
- 奥義の一 応用の二 変化の七 飛砕雷（）

詳細不明。
- 奥義の一 応用の三 飛猿山（）

不規則な動きで相手を相手を惑わし、隙を突いて攻撃を仕掛ける。
- 奥義の一 応用の四 変化の三 飛鳴乱（）

詳細不明。
- 奥義の一 応用の五 飛踊竜（）

フェイントで懐に飛び込んでからアッパーカットを入れ、さらに背中に蹴りを見舞う。奥義の一の中では最も威力がある。
- 奥義の一 応用の五 変化の四 飛葉竜（）

飛葉翻の動きで相手を惑わした後に飛踊竜で攻撃する。
- 奥義の一 応用の八 飛葉翻（）

細かいステップで翻弄し、攻撃をかわす。「動きが逆になった飛掌の下半身バージョン」とのこと。
- 奥義の二 水破（）

詳細不明。風水八骸での呼び名は「波山」（はざん）。
- 奥義の三 扇花（）

回り込みつつ近距離から胸部への肘打ちを入れる。
- 奥義の三 応用の一 扇四弾（）

詳細不明だが、扇花のように回り込みつつ、近距離の4方向から攻撃を浴びせるような描写になっている。
- 奥義の三 応用の一 変化の五 扇披弾（）

詳細不明。
- 奥義の三 応用の六 扇火撃（）

詳細不明だが、回り込みながら放つ裏拳のような描写になっている。
- 奥義の四 火宴（）

詳細不明。
- 奥義の四 応用の五 火閃竜（）

詳細不明だが、頭部へ飛び蹴りを浴びせるような描写になっている。
奥義の七 斬砂（）
左足でスライディング気味に相手の足首を蹴りつけ、バランスを崩した後に右足で蹴り上げる。
- 奥義の七 応用の四 変化の一 斬魔弾（）

詳細不明。
上記のほか、奥義の四に属する技として火宴弾（）、いずれも不明の「水蓮」「散水弾」「土竜崩」が登場している。
覇宗拳波斬門（）
創始者は宗照雲。中国拳法では珍しく、型ではなく実利を追求するところは八骸と共通している。彼が亡くなってからは伝承者が途絶え、幻の拳だと思われていた。柳井曰く「魔性の拳」とされ、どこからくるのか予測しづらい攻撃が特徴。
- 掃扇捶八連斬（）

超高速で放つ左右のストレートの連打。その速さは手が8本に見えるほど。ただし出し始めを潰されると弱く、肩や肘に負担を強いるという難点もある。
- 崩側旋断掃刃（）

旋風脚中にあらゆる角度から横蹴り、正面蹴り、踵蹴りなどの蹴りを浴びせる。
- 虎崩靠四連劈（）

左腕から繰り出すフック気味のジャブの連打。
真武連
女王グループと敵対する三依グループが背後についている。直接打撃制で、顔面への攻撃も寸止めに限り認められている。銀王杯を開催した。八骸とはなにやら古い因縁があると語られていた。
真至会
真武連から喧嘩別れした人物が立ち上げた団体で、真武連と張り合っている。鈴村東洋が指導する宝龍道場の上部組織でもある。大会では防具をつけた上での直接打撃制を導入している。顔面への攻撃は認めていない。

## 書誌情報
- たがみよしひさ 『ファイター』 白泉社〈ジェッツコミックス〉、全5巻
  1. 1990年3月3日 ISBN 4-592-13671-3
  2. 1990年10月31日 ISBN 4-592-13672-1
  3. 1991年3月31日 ISBN 4-592-13673-X
  4. 1991年11月30日 ISBN 4-592-13674-8
  5. 1992年6月30日 ISBN 4-592-13675-6